# George Wilkinson
George Wilkinson (3 maart 1879 - 7 augustus 1946) was een Brits waterpolospeler.
George Wilkinson nam als waterpoloër tweemaal deel aan de Olympische Spelen; 1908 en 1912. Hij maakte tweemaal deel uit van het Britse team dat het goud wist te veroveren.
Er zijn bronnen die Wilkinson ook vermelden als onderdeel van de Britse ploeg van 1900 die olympisch goud won. Wilkinson was in Engeland tijdens dit toernooi.
George Cornet · 
Charles Forsyth · 
George Nevinson · 
Paul Radmilovic · 
Charles Sydney Smith (G) ·
Thomas Thould · 
George Wilkinson
Charles Sydney Smith · 
George Cornet · 
George Wilkinson · 
Charles Bugbee · 
Arthur Edwin Hill · 
Paul Radmilovic · 
Isaac Bentham